# 루서 캐링턴 굿리치
루서 캐링턴 굿리치(영어: Luther Carrington Goodrich, 1894년 9월 21일~1986년 8월 10일)는 미국의 중국학자, 역사학자이다. 
중국 청나라에 체류 중이었던 개신교 선교사의 아들로 태어났으며 컬럼비아 대학교에서 석사와 박사 학위를 취득했다. 이후 컬럼비아 대학교 교수를 역임하면서 《명나라 인명사전 1368–1644》를 공동 집필하는 등 중국사에 대한 저작을 남겼다. 
굿리치는 1956년부터 1957년까지 아시아 연구 협회 회장을 맡았다.

## 저서
- 《명나라 인명사전 1368–1644》(Dictionary of Ming Biography, 1368–1644, 1976)